# Patrice Chéreau
Pour les articles homonymes, voir Chéreau.
Patrice Chéreau, né le 2 novembre 1944 à Lézigné (Maine-et-Loire) et mort le 7 octobre 2013 à Clichy (Hauts-de-Seine), est un metteur en scène de théâtre et d'opéra, réalisateur, scénariste, producteur de cinéma et acteur français. Ses travaux mêlent recherches plastiques, réflexions politiques et exploration des obsessions humaines.

## Biographie

### Jeunesse
Patrice Chéreau est le fils cadet de Jean-Baptiste Chéreau (1907-1988), artiste-peintre et de Marguerite Pélicier, illustratrice.
Il est un descendant d'Edmé Brière de l'Isle (1779-1849) — par ailleurs père du général Brière de l'Isle — qui eut trois fils de Cythère, une jeune métisse libre, enfants qu'il devait ultérieurement reconnaître. L'un de ces trois garçons (Thomas Brière de l'Isle, 1809-1867) est l'ancêtre de Patrice Chéreau[réf. nécessaire].
Installés à Paris, ses parents le sensibilisent à l'art et la culture en l'emmenant régulièrement visiter des expositions et assister à divers spectacles. Il entre au lycée Montaigne puis au lycée Louis-le-Grand et rejoint la troupe de théâtre de son établissement. Être acteur ne lui suffit pas : il met en scène les spectacles de lycéens et se lance dans la conception des décors et des costumes. Par la suite, il étudie l'allemand et les lettres classiques. Il obtient une licence d'allemand avant de se consacrer définitivement à la scène.

### Les débuts au théâtre
En 1966, à 22 ans, dans la France d'avant-mai 68, il prend la direction du Théâtre de Sartrouville. Comme la plupart de ses compagnons, il s'engage dans un théâtre politique où il affiche des positions de gauche affirmées. En 1965, il met en scène L'Héritier de village de Marivaux puis l'année suivante une pièce d'Eugène Labiche : L'Affaire de la rue de Lourcine. Chéreau divise et compte déjà autant d'adeptes que d'ennemis. Il assure également la mise en scène des Soldats de Jakob Michael Reinhold Lenz, en 1967, qui reçoit le prix du Concours des jeunes compagnies.
À Sartrouville, il s'entoure du décorateur Richard Peduzzi, de l'éclairagiste André Diot et du costumier Jacques Schmidt pour monter deux pièces chinoises (La Neige au milieu de l'été et Le Voleur de femmes) qui marquent les esprits pour leurs décors mélangeant plateformes, poulies et passerelles.
La faillite, en 1969, du Théâtre de Sartrouville le pousse vers l'Italie, où il intègre le Piccolo Teatro de Milan, à la demande de Paolo Grassi. En Italie, Chéreau subit l'influence de Giorgio Strehler qu'il considère comme son seul maître. Il travaille en même temps en France où il se met en scène, à Marseille, dans Richard II de William Shakespeare. Il monte également une nouvelle version de Don Juan de Molière à Lyon. Ces deux spectacles montrent à nouveau le soin maniaque qu'il accorde aux décors : ils constituent une machine faite pour « tuer le libertin » dans la seconde pièce et une « machine-piège » dans la première où Chéreau fait du protagoniste un enfant vulnérable, perdu et seul,.
De 1971 à 1977, il dirige avec Roger Planchon et Robert Gilbert le Théâtre national populaire de Villeurbanne auquel il donne de nouvelles ambitions, proches des idéaux de mai 68. Il y met notamment en scène Massacre à Paris de Christopher Marlowe où la scénographie et les lumières animent une série de tableaux baroques sur la nuit de la Saint-Barthélemy : machinerie infernale, cadavres répandus dans une eau noire où apparaissent les fragments d'une lune brisée et où résonnent les pas de clowns macabres…

### La consécration au théâtre
En 1973, sa mise en scène de La Dispute de Marivaux au Théâtre de la Gaîté le met à l'égal de ses aînés Planchon et Vitez.
Son fécond travail de metteur en scène est rapidement et très largement reconnu en Europe pour son goût de l'innovation esthétique, des grands décors et de l'image fastueuse. Son inspiration visuelle et son lyrisme laissent une place importante au mystère, à la fantasmagorie et à l'hyper-expressivité des corps, mêlant sensualité et jeu d'acteurs archaïque (expressions grotesques, maquillage outrancier, gestes violents ou ritualisés…). Chéreau est également perçu comme un metteur en scène de l'hystérie, de la transe et du corps à corps. Comme ses confrères Bernard Sobel, Ariane Mnouchkine, Roger Planchon et Giorgio Strehler, il est l'héritier de Bertolt Brecht pour la notion de distanciation et d'art engagé et d'Antonin Artaud pour l'idée de théâtre de la cruauté; Chéreau franchit, pour certains critiques, une étape décisive dans la représentation théâtrale et donne une nouvelle signification à l'espace scénique tant par la réflexion artistique qu'il propose que par l'immense succès que rencontrent ses créations. Son univers plastique trouve une sphère d'influence assez large : il reconnaît notamment l'expressionnisme allemand et l'œuvre d'Orson Welles et Sergueï Eisenstein (qu'il découvre dans sa jeunesse à la Cinémathèque de la rue d'Ulm) comme des modèles fondateurs,.

### Premiers films
Le cinéma de Chéreau garde en commun avec le théâtre l'unité de lieu et de temps. Mais selon lui, le cinéma permet de mieux mettre en valeur les émotions picturales de son enfance et de mieux illustrer les tourments de l'âme[réf. nécessaire]. Son œuvre est composée à la fois de films à  grand spectacle (La Reine Margot) et de films d'auteur intimistes, privilégiant les thèmes du désir, de la folie et de la mort et comprenant certaines recherches stylistiques. Ses réalisations cinématographiques ne sont reconnues que tardivement, ses premiers longs métrages, La Chair de l'orchidée, en 1974, adapté du roman éponyme de James Hadley Chase et Judith Therpauve avec Simone Signoret dans le rôle-titre, en 1978, ont peu de succès en raison de leur mise en scène jugée encore très théâtrale[réf. nécessaire].

### Les Amandiers
Au théâtre, en 1982, Chereau met en scène sur deux soirées au Théâtre de la Ville, Peer Gynt d'Henrik Ibsen, qui révèle Dominique Blanc, son actrice fétiche,.
De 1982 à 1990, Chéreau dirige, avec Catherine Tasca, la Maison de la culture de Nanterre, devenue Théâtre Nanterre-Amandiers, Centre dramatique national à son arrivée. En 1983, après Combat de nègre et de chiens, de son ami Bernard-Marie Koltès dont il fait connaître l'œuvre, il monte Les Paravents de Jean Genet en farce sulfureuse, utilisant la salle comme extension de la scène. Le décorateur Richard Peduzzi y représente un cinéma de Barbès, inquiétant et délabré.
Chéreau alterne ensuite avec bonheur le classique (Marivaux, Mozart…) et le contemporain (Heiner Müller, Koltès…), s'amusant à malmener la noblesse du XVIIIe siècle, vue comme futile et vaniteuse (Lucio Silla, La Fausse Suivante, Quartett). Il trouve également le temps de se consacrer à sa carrière d'acteur, interprétant Camille Desmoulins dans Danton d'Andrzej Wajda et Napoléon dans Adieu Bonaparte de Youssef Chahine.
Durant cette période, il réalise son film le plus personnel, L'Homme blessé en 1983, qui trahit l'influence de Jean Genet, Rainer Werner Fassbinder et Pier Paolo Pasolini. L'œuvre dérange pour sa peinture désenchantée d'une époque puis par l'évocation d'une crise d'identité sexuelle et du milieu de la prostitution masculine. Pour ce film, il obtient, avec Hervé Guibert, le César du meilleur scénario original en 1984.
En 1982, il se dote de la casquette de producteur de cinéma, en fondant la société de production Azor Films, qui coproduira bon nombre de ses réalisations jusqu'à son décès,.
En 1987, il présente au Festival de Cannes Hôtel de France, transposition du Platonov d'Anton Tchekhov dans une époque moderne. Le film est interprété par la jeune génération des comédiens formés aux Amandiers dont Valeria Bruni Tedeschi, Laurent Grévill, Bruno Todeschini, Marianne Denicourt, Agnès Jaoui et Vincent Pérez.
L'année suivante, il montre au Festival d'Avignon sa mise en scène d'Hamlet de Shakespeare qui fait date pour la prestation de Gérard Desarthe dans le rôle-titre puis pour l'inclusion de morceaux de musique contemporaine dans le déroulement de la tragédie. Le travail de Chéreau est récompensé par un Molière en 1989. C'est à cette époque que Pascal Greggory devient son compagnon et l'un de ses acteurs fétiches.

### La Reine Margot
À la fin de la saison 1989-1990, Chéreau quitte le théâtre des Amandiers. Il se consacre à l'opéra, met en scène au Théâtre de l'Odéon Le Temps et la chambre de Botho Strauss avec Anouk Grinberg (Molière du meilleur spectacle du théâtre public en 1992) et se plonge dans la préparation d'une fresque cinématographique sur le massacre de la Saint-Barthélemy, La Reine Margot. Tourné sur une période de plus de six mois et nécessitant un budget colossal, ce film à grand spectacle, sanglant et porté par l'interprétation d'Isabelle Adjani dans le rôle-titre, revient sur la fin des Valois et s'inspire d'un roman-feuilleton d'Alexandre Dumas, consacré au mariage d'Henri de Navarre, futur Henri IV, à Marguerite de France et aux amours supposées de cette dernière avec le marquis Joseph Boniface de La Môle.
Pour ce projet de longue date dont Claude Berri est le producteur et qui manque d'être abandonné à plusieurs reprises, Chéreau sollicite Danièle Thompson avec laquelle il coécrit le scénario pendant plusieurs années, souhaitant, selon ses dires, éviter l'académisme des reconstitutions historiques pour revendiquer une filiation avec le film de gangsters et la saga mafieuse dans le sillage de Francis Ford Coppola et Martin Scorsese,. Il déclare : « C’est avec La Reine Margot que j’ai appris à faire du cinéma. ».
D'une ambition esthétique manifeste, l'œuvre est jugée par son auteur plus « élisabéthaine » que « shakespearienne » et proche de Marlowe pour l'idée d'une violence sourde, prête à jaillir à tout moment. Si le film puise autant son inspiration dans le théâtre et la littérature que la peinture (Francisco de Goya, Théodore Géricault, Francis Bacon), il cherche également à s'inscrire dans la lignée d'un cinéma d'auteur de prestige mêlant famille, pouvoir, folie, décadence, sexe et barbarie à l'instar de L'Impératrice rouge de Josef von Sternberg, Ivan le Terrible de Sergueï Eisenstein, Macbeth d'Orson Welles, Les Damnés de Luchino Visconti ou encore Aguirre, la colère de Dieu de Werner Herzog,,.
Le film est exploité dans deux versions : l'une française d'un peu moins de trois heures et l'autre internationale, raccourcie de vingt minutes. La Reine Margot reçoit un accueil critique mitigé lors de sa sortie, qui coïncide avec sa présentation au 47e Festival de Cannes, certains lui reprochant son emphase et sa théâtralité,. Il devient néanmoins le succès public le plus important de Chéreau et rassemble plus de deux millions de spectateurs en salles,. Deux récompenses lui sont décernées à Cannes en 1994 : le Prix du Jury et le Prix d'interprétation féminine pour Virna Lisi qui tient le rôle de Catherine de Médicis. L'année suivante, La Reine Margot remporte cinq trophées lors de la 20e cérémonie des César dont ceux de la meilleure actrice pour Isabelle Adjani et des meilleurs seconds rôles féminin et masculin pour Virna Lisi et Jean-Hugues Anglade. Le succès du film vaut à Chéreau plusieurs propositions de la part d'Hollywood, qu'il décline, préférant travailler en France et en toute liberté[source détournée].

### La maturité

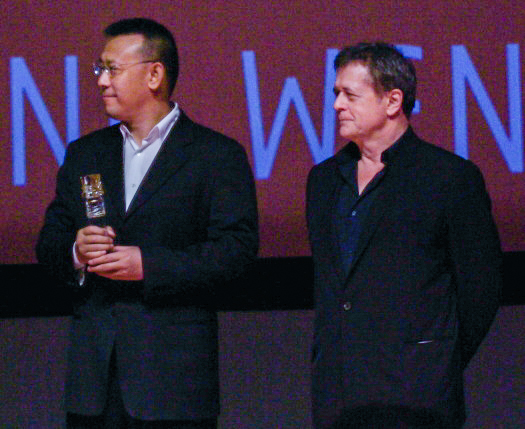
Jiang Wen et Patrice Chéreau en 2008 au Festival du film asiatique de Deauville.

En 1992 il joue le général français Montcalm dans le film de Michael Mann Le dernier des Mohicans.
En 1995, Chéreau met en scène et interprète en compagnie de Pascal Greggory une seconde version de Dans la solitude des champs de coton de Bernard-Marie Koltès à l'Odéon. Sa mise en scène est récompensée d'un nouveau Molière l'année suivante.
Il réalise, en 1998, Ceux qui m'aiment prendront le train qui met en scène une journée particulière dans la vie d'une quinzaine de personnages en crise, rassemblés dans un train pour Limoges où ils se rendent pour un enterrement. Le film est sélectionné au 51e Festival de Cannes et se voit décerner trois César : Meilleur réalisateur, Meilleur second rôle pour Dominique Blanc et Meilleure photographie pour Éric Gautier.
En 2000, il tourne, pour la première fois à l'étranger et en anglais, Intimité, tiré de certains récits d'Hanif Kureishi, qui rencontre le succès auprès du public. Absent de la sélection cannoise, le film remporte l'Ours d'or à Berlin en 2001 et vaut à Kerry Fox l'Ours d'argent de la meilleure actrice. Il obtient également le Prix Louis-Delluc en 2002. Ce drame traite de l'échec d'une relation amoureuse et prend pour trame de départ l'histoire de deux personnes égarées ne connaissant rien l'une de l'autre mais réunies chaque semaine pour avoir des rapports sexuels.
Chéreau met ensuite en scène, fin 2002, l'un de ses plus grands triomphes, aux Ateliers Berthier du Théâtre de l'Odéon : Phèdre de Jean Racine[style à revoir]. Le rôle-titre est confié à Dominique Blanc et celui de Thésée à Pascal Greggory. La pièce reçoit trois Molières dont ceux du meilleur spectacle du théâtre subventionné et du meilleur second rôle pour Michel Duchaussoy,.
En 2003, avec la sortie de Son frère, adapté d'un roman de Philippe Besson (Ours d'argent à Berlin), il dépeint le drame d'une famille divisée face à la mort imminente d'un de ses membres. La même année, il est le président du jury du Festival de Cannes qui attribue la Palme d'or à Elephant de Gus Van Sant.

### L'opéra

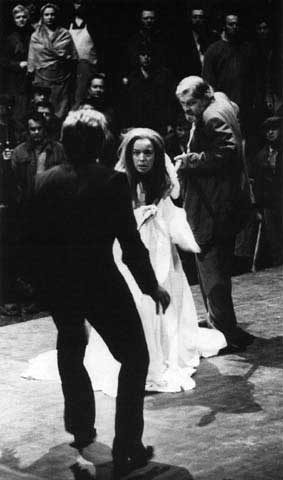
Götterdämmerung (Le Crépuscule des dieux) à Bayreuth. Gwyneth Jones dans le rôle de Brünnhilde.

À partir de 1969, Chéreau se lance dans la mise en scène d'opéra. Il monte cette année-là L'Italienne à Alger de Gioachino Rossini sous la direction musicale de Thomas Schippers au Festival des Deux Mondes de Spolète. En 1974 puis en 1980, il supervise Les Contes d'Hoffmann de Jacques Offenbach avec Georges Prêtre à la baguette, pour l'Opéra de Paris.
En 1976, à la demande de Pierre Boulez et sous sa direction musicale, il met en scène dans le palais des festivals de Bayreuth, « sanctuaire » de la musique de Richard Wagner (construit selon ses vues en 1876), les quatre opéras qui constituent la Tétralogie du compositeur allemand. Sa mise en scène, révolutionnaire pour l'époque, transpose le mythe nordique des Nibelungen dans le XIXe siècle industriel et capitaliste contemporain de Wagner,.
Le 20 août 1977, pendant une représentation de Siegfried, 2e journée de L'Anneau du Nibelung, René Kollo, qui tient le rôle titre et s'est précédemment foulé une cheville ou cassé un pied (au cours d'une partie de pêche), est remplacé par Chéreau qui assure la mise en scène. En l'absence de doublure, ce dernier « mime » le rôle sur scène, pendant que le ténor interprète la partie chantée depuis les coulisses,. L'annonce de ce remplacement partiel récolte des applaudissements nourris en même temps que des sifflets et des huées, les uns et les autres renouvelés à la fin du premier acte et lorsque les deux Siegfried viennent saluer à l'issue du spectacle, mais néanmoins suivis de trente-cinq minutes d'applaudissements seuls,,.
Surnommée « le Ring du centenaire », cette version de l'Anneau des Nibelungen, signée par Chéreau et Boulez, provoque un scandale lors des premières représentations, avant d'être diffusée sur les télévisions du monde entier, puis de rendre son metteur en scène célèbre sur le plan international et d'être finalement saluée par quatre-vingt-cinq minutes d'applaudissements et cent-un levers de rideau, lors de la dernière représentation, le 26 août 1980.
En 1979, Pierre Boulez fait à nouveau appel à Chéreau pour la mise en scène de Lulu d'Alban Berg avec la soprano Teresa Stratas dans le rôle-titre. Leur collaboration dans ce spectacle fait date une nouvelle fois. En 1984-1985, il met en scène Lucio Silla de Wolfgang Amadeus Mozart sous la direction musicale de Sylvain Cambreling à la Scala de Milan. Le spectacle est repris au Théâtre des Amandiers de Nanterre et au Théâtre de La Monnaie de Bruxelles.
Après son départ des Amandiers à la fin de la saison 1989-1990, il monte en 1992 au Théâtre du Châtelet, sous la direction musicale de Daniel Barenboïm, Wozzeck d'Alban Berg, avec la soprano Waltraud Meier, sa muse durant les vingt dernières années de sa vie. La production est reprise entre 1992 et 1994 à l'Opéra d'État de Berlin puis à Tokyo. Il signe ensuite la mise en scène du Don Giovanni de Mozart pour le festival de Salzbourg en 1994, de nouveau sous la direction de Daniel Barenboïm, avec, entre autres, la mezzo-soprano Cecilia Bartoli.
En 2005, il met en scène Cosi fan tutte de Mozart sous la direction musicale de Daniel Harding au festival d'Aix-en-Provence. Le spectacle est repris à l'Opéra de Paris puis au festival de Vienne. Il retrouve Pierre Boulez en 2007 pour De la maison des morts de Leoš Janáček au Wiener Festwochen puis au Festival d'Aix-en-Provence. En décembre 2007, il met en scène Tristan et Isolde de Richard Wagner à la Scala de Milan, dirigé par Daniel Barenboïm, avec la soprano Waltraud Meier dans le rôle d'Isolde. Ce spectacle est aujourd'hui une référence de mise en scène pour le métier, la critique et le public.
En juillet 2013, sa mise en scène d'Elektra de Richard Strauss triomphe au festival d'Aix-en-Provence, dans des décors de Richard Peduzzi, sous la baguette d'Esa-Pekka Salonen qui dirige l'Orchestre de Paris et avec, dans les rôles principaux, Evelyn Herlitzius (de), Waltraud Meier, Adrianne Pieczonka (en), Mikhail Petrenko et Tom Randle,.

### Les dernières années
En 2005, il revient au film en costumes avec Gabrielle, adapté d'une nouvelle de Joseph Conrad, qui plonge Pascal Greggory et Isabelle Huppert dans le néant sentimental d'un couple de bourgeois du début du XXe siècle. Ce huis clos, porté par des dialogues énigmatiques et une atmosphère sépulcrale, développe une esthétique post-moderne, alternant le noir et blanc et la couleur et utilisant des cartons de cinéma muet. Sur le plan thématique et visuel, le film fait également référence à Marcel Proust, Anton Tchekov, Ingmar Bergman, Luchino Visconti et l'opéra expressionniste. L'œuvre est sélectionnée à Venise en 2005 où Isabelle Huppert obtient un prix spécial. Puis Gabrielle reçoit deux César l'année suivante.
En 2006, le ministre de la Culture Renaud Donnedieu de Vabres le nomme président de la Fémis, qu'il quitte quelques mois plus tard, « la mort dans l'âme », au motif d'un emploi du temps surchargé. Le cinéaste Claude Miller lui succède à ce poste.
En mars 2008, il a fait partie de la commission présidée par Hugues Gall et chargée par Christine Albanel, alors ministre de la Culture, de pourvoir le poste de directeur de la Villa Médicis à Rome.
En avril 2008, il a reçu le XIIe Prix Europe pour le théâtre à Thessalonique.
Fin 2008, il retrouve Dominique Blanc dans La Douleur, d'après Marguerite Duras, spectacle à mi-chemin entre le théâtre et la lecture qu'il monte au Théâtre de Nanterre. Pour sa prestation, Blanc est récompensée d'un Molière en 2010.
En 2009, il présente Persécution, son nouveau film, à la Mostra de Venise.
En 2010, Chéreau est invité à concevoir une exposition au musée du Louvre, qu'il intitulera Les visages et les corps. Il met alors en scène, dans une scénographie particulière qui évoque à la fois l'histoire de la peinture et son univers intime, une quarantaine de tableaux issus des collections du musée du Louvre, du Centre Georges-Pompidou et du musée d'Orsay. Pour l'occasion, il donne, au Louvre, une représentation exceptionnelle de Rêve d’automne de Jon Fosse avec Valeria Bruni-Tedeschi, Pascal Greggory, Bulle Ogier, Marie Bunel, Michelle Marquais, Clément Hervieu-Léger, Alexandre Styker et Bernard Verley. Le spectacle obtient trois Molières en 2011 dont celui de la meilleure comédienne dans un second rôle pour Bulle Ogier. L'exposition donne de plus à voir, des dessins de son père, des croquis de décors et d’aquarelles de Richard Peduzzi.
Il travaille sur l'adaptation d'un roman de Laurent Mauvignier, Des hommes,, et à la mise en scène de Comme il vous plaira, de William Shakespeare, prévue aux Ateliers Berthier de l'Odéon-Théâtre de l'Europe en mars 2014.

### Mort et obsèques

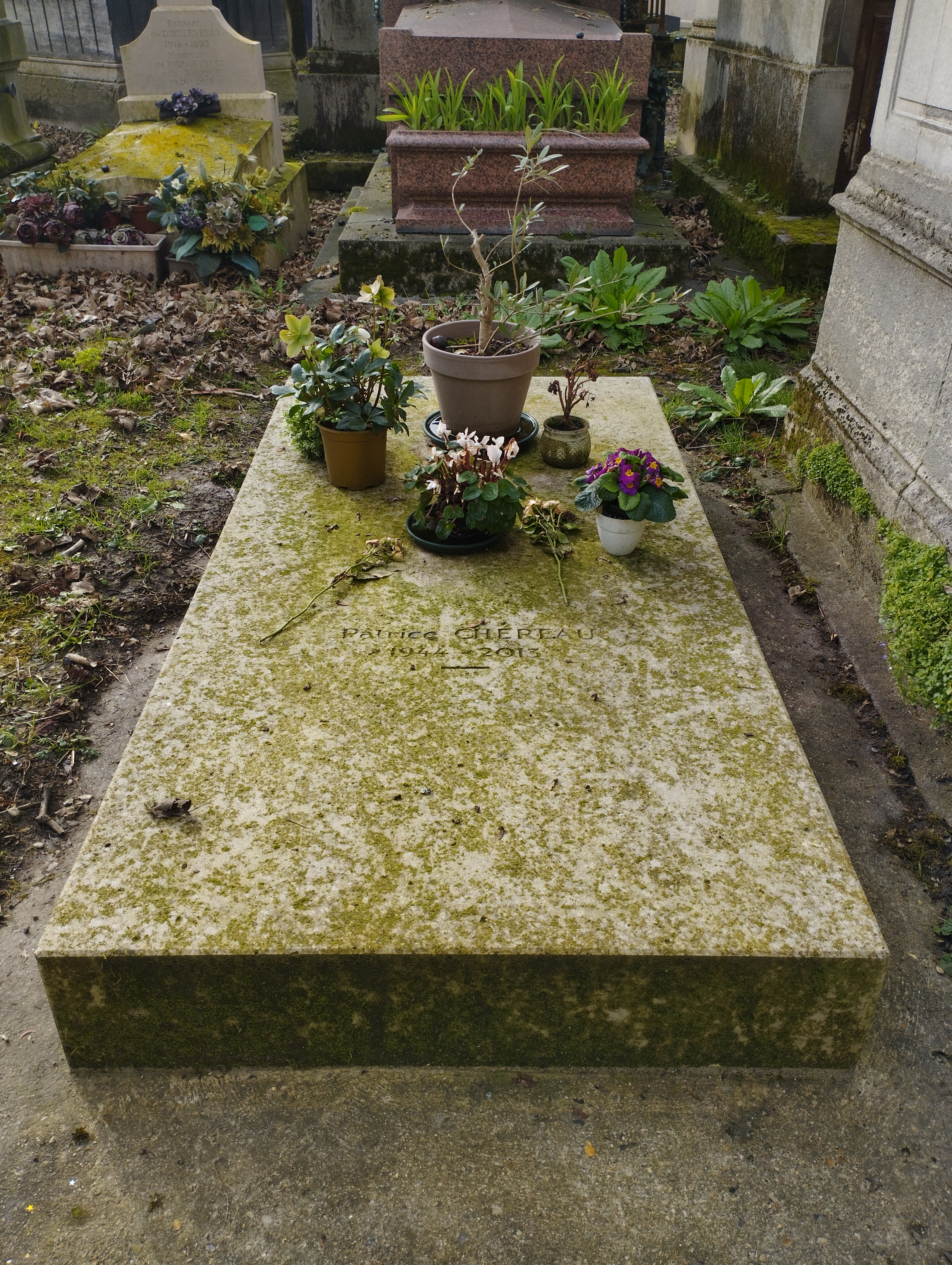
Tombe de Patrice Chéreau au cimetière du Père-Lachaise (division 16).

Patrice Chéreau meurt d'un cancer du foie à 68 ans, le 7 octobre 2013, à Clichy.
Ses obsèques ont lieu le 16 octobre, lors d'une cérémonie à l'église Saint-Sulpice, auxquelles assistent de très nombreuses personnalités des arts, du spectacle, des médias, des lettres et de la politique,.
Lors de son homélie, l'abbé Alain-Christian Leraître, curé de la paroisse de Saint-André de l'Europe, évoque « l'homme d'Au commencement était le Verbe ».
L'organiste Daniel Roth est à la tribune. On entend, au cours de la bénédiction, deux extraits du recueil des Wesendonck-Lieder de Richard Wagner : Im Treibhaus (Dans la serre) et Träume (Rêves), chantés (avec accompagnement de piano) par la soprano Waltraud Meier, avec qui Patrice Chéreau a travaillé à de nombreuses reprises pendant vingt ans, et également pendant l'été 2013. On entend aussi un extrait de la cantate de Bach Ich habe genug sur un texte d'inspiration luthérienne, interprété par le baryton Stéphane Degout, accompagné (dans une réduction au piano) par Bernard Foccroulle, également organiste et directeur du Festival d'art lyrique d'Aix-en-Provence, où Chéreau a créé, l'été 2013, sa dernière mise en scène (Elektra de Richard Strauss).
Plusieurs comédiens sont invités à lire des textes : Clotilde Hesme un sonnet de Shakespeare sur l'amour ; Audrey Bonnet, Chant de l'âme (Cantar del alma) de saint Jean de la Croix ; Gérard Desarthe, le psaume 12, Vas-tu m'oublier  (Usquequo Domine) ; Pascal Greggory, un extrait de la Genèse faisant écho au tableau d'Eugène Delacroix pour la chapelle des Anges de l'église Saint-Sulpice, La Lutte de Jacob avec l'Ange, que Chéreau aimait beaucoup.
Il est inhumé au cimetière du Père-Lachaise, chemin de La Bedoyère (division 16).

## Vie privée
Patrice Chéreau était homosexuel et, s'il n'a jamais fait de coming out, il a disséminé le thème tout au long de sa carrière cinématographique.
Il est le compagnon du comédien Pascal Greggory de 1989 à 2013,.

## Engagement politique et controverse
En 1962, Patrice Chéreau participe à la manifestation organisée par la gauche et réprimée à la station de métro Charonne. Aux élections présidentielles de 1981 et 1988, il appelle à voter François Mitterrand, puis Lionel Jospin à celles de 1995 et 2002 et Ségolène Royal en 2007. Lors de la primaire de 2011, en vue de la désignation du candidat socialiste à l'élection présidentielle de 2012, il apporte son soutien à Martine Aubry.
Dans Le Monde du 23 mai 1977, Chéreau est un des signataires de l'appel pour la révision du code pénal à propos des relations entre mineurs et adultes. Cet appel réclame une réécriture des dispositions du code pénal concernant les relations sexuelles entre adultes et mineurs de quinze ans afin de les rendre moins strictes,.

## Filmographie

### Réalisateur

#### Longs-métrages
- 1974 : La Chair de l'orchidée
- 1978 : Judith Therpauve
- 1983 : L'Homme blessé
- 1987 : Hôtel de France
- 1991 : Contre l'oubli (film collectif)
- 1994 : La Reine Margot
- 1998 : Ceux qui m'aiment prendront le train
- 2000 : Intimité (Intimacy)
- 2003 : Son frère
- 2005 : Gabrielle
- 2009 : Persécution

#### Clip
- 1990 : Et quand bien même de Jane Birkin

### Scénariste
- 1974 : La Chair de l'orchidée (écrit avec Jean-Claude Carrière)
- 1978 : Judith Therpauve (écrit avec Georges Conchon)
- 1978 : Les Contes d'Hoffmann (adaptation télé)
- 1983 : L'Homme blessé (écrit avec Hervé Guibert)
- 1987 : Hôtel de France
- 1994 : La Reine Margot (écrit avec Danièle Thompson)
- 1998 : Ceux qui m'aiment prendront le train (écrit avec Danièle Thompson et Pierre Trividic)
- 2000 : Intimité (écrit avec Anne-Louise Trividic)
- 2003 : Son frère (écrit avec Anne-Louise Trividic)
- 2005 : Gabrielle (écrit avec Anne-Louise Trividic)
- 2009 : Persécution (cécrit avec Anne-Louise Trividic)

### Acteur
- 1983 : Danton d'Andrzej Wajda : Camille Desmoulins
- 1985 : Adieu Bonaparte de Youssef Chahine : Napoléon Bonaparte
- 1992 : Le Dernier des Mohicans de Michael Mann : Général Montcalm
- 1994 : Bête de scène de Bernard Nissille (court métrage) : le metteur en scène
- 1997 : Lucie Aubrac de Claude Berri : Jean Moulin (Max)
- 1999 : Le Temps retrouvé de Raoul Ruiz : voix de Marcel Proust
- 2002 : Au plus près du paradis de Tonie Marshall : Pierre
- 2003 : Le Temps du loup de Michael Haneke : Thomas Brandt

## Théâtre

### Mises en scène
- 1964 : L'Intervention de Victor Hugo, Groupe Théâtral du lycée Louis-le-Grand
- 1965 : Fuenteovejuna de Lope de Vega, Groupe Théâtral du lycée Louis-le-Grand
- 1965 : L'Héritier de village de Marivaux, Groupe Théâtral du lycée Louis-le-Grand
- 1966 : L'Affaire de la rue de Lourcine d’après Eugène Labiche, Festival de Gennevilliers, théâtre des Trois-Baudets

### 1966-1969: directeur duthéâtre de Sartrouville
- 1967 : Les Soldats de Jakob Lenz
- 1967 : La Neige au milieu de l'été et Le Voleur de femmes de Guan Hanqing
- 1968 : Le Prix de la révolte au marché noir de Dimítris Dimitriádis, Théâtre de la Commune
- 1969 : Dom Juan de Molière, Théâtre du Huitième Lyon
- 1970 : Richard II de William Shakespeare, Théâtre du Gymnase, Théâtre national de l'Odéon

### 1970-1972: travail auPiccolo TeatroMilan
- 1970 : Splendeur et mort de Joaquim Murieta de Pablo Neruda
- 1970 : Toller de Tankred Dorst, comédien pour le rôle-titre
- 1971 : La Finta Serva de Marivaux, Festival des Deux Mondes à Spolète
- 1972 : Lulu de Frank Wedekind

### 1972-1981: codirecteur duTNPVilleurbanne
- 1972 : Massacre à Paris de Christopher Marlowe du 19 mai au 10 juin 1972 / Création au Théâtre national populaire à Villeurbanne.
- 1973 : Toller de Tankred Dorst du 12 au 31 janvier 1973 / Création au Théâtre National Populaire à Villeurbanne.
- 1973 : La Dispute de Marivaux, 1re version, du 24 octobre au 18 novembre 1973 / Création au Théâtre Gaîté Lyrique à Paris.
- 1975 : Lear d’Edward Bond du 8 au 19 avril 1975 / Création au Théâtre National Populaire à Villeurbanne
- 1976 : La Dispute de Marivaux, 2e version, du 23 au 29 avril 1976 / Création au Théâtre national populaire à Villeurbanne
- 1977 : Loin d’Hagondange de Jean-Paul Wenzel, du 22 février au 23 avril 1977  / Création au Théâtre de la Porte-Saint-Martin à Paris
- 1981 : Peer Gynt d'Henrik Ibsen, du 6 mai au 20 juin 1981 / Création au Théâtre National Populaire à Villeurbanne

### 1982-1990: codirecteur duThéâtre des AmandiersNanterre
- 1983 : Combat de nègre et de chiens de Bernard-Marie Koltès, création en France
- 1983 : Les Paravents de Jean Genet
- 1985 : La Fausse Suivante de Marivaux
- 1985 : Quartett d'Heiner Müller
- 1986 : Quai Ouest de Bernard-Marie Koltès, création en France
- 1987 : Dans la solitude des champs de coton de Bernard-Marie Koltès
- 1987 : Platonov d'Anton Tchekhov
- 1988 : Hamlet de William Shakespeare, Festival d'Avignon, TNP Villeurbanne
- 1988 : Le Retour au désert de Bernard-Marie Koltès, Théâtre Renaud-Barrault Festival d'automne à Paris

### Après 1990
- 1991 : Le Temps et la chambre de Botho Strauss, Odéon-Théâtre de l'Europe
- 1995 : Dans la solitude des champs de coton de Bernard-Marie Koltès, nouvelle mise en scène, Manufacture des œillets (Ivry-sur-Seine), Odéon-Théâtre de l'Europe, Théâtre du Gymnase (Marseille)
- 1998 : Henry VI / Richard III (Fragments) de William Shakespeare, avec les élèves Conservatoire national supérieur d'art dramatique, Festival d'automne à Paris, Manufacture des œillets (Ivry-sur-Seine)
- 2002 : Les Carnets du sous-sol d'après Le Sous-sol de Fiodor Dostoïevski, lecture, Odéon-Théâtre de l'Europe
- 2003 : Phèdre de Racine, Odéon-Théâtre de l'Europe Ateliers Berthier, Festival de Vienne (3 Molières)
- 2005 : Le Mausolée des amants d'Hervé Guibert, lecture avec Philippe Calvario
- 2006 : Le Grand Inquisiteur, chapitre des Frères Karamazov de Fiodor Dostoïevski, lecture, Odéon-Théâtre de l'Europe
- 2008  : La Douleur de Marguerite Duras, avec Dominique Blanc et Patrice Chéreau, XIIème Prix Europe pour le Théâtre, Thessalonique,12 avril[71],[72]
- 2008 : Coma de Pierre Guyotat, avec Patrice Chéreau (création spéciale pour le Prix Europe pour le Théâtre et produite par le PET) Thessalonique, 13 avril[71],[72]
- 2008 : La Douleur de Marguerite Duras, Théâtre Nanterre-Amandiers
- 2009 : Coma de Pierre Guyotat, lecture, Odéon-Théâtre de l'Europe
- 2008 : La Douleur de Marguerite Duras, Théâtre de l'Atelier
- 2010 : La Nuit juste avant les forêts de Bernard-Marie Koltès, Châteauvallon, Comédie de Valence, Maison de la Culture de Nevers et de la Nièvre, musée du Louvre
- 2010 : Coma de Pierre Guyotat, lecture, musée du Louvre
- 2010 : Rêve d'automne de Jon Fosse, musée du Louvre, Centre national de création d'Orléans, Théâtre de la Ville
- 2011 : Rêve d'automne de Jon Fosse, tournée, Le Grand T Nantes, deSingel Anvers, Théâtre du Nord, Stadsschouwburg Amsterdam, Piccolo Teatro, TAP Poitiers, TNB, Wiener Festwochen Vienne, La Criée
- 2011 : Coma de Pierre Guyotat, lecture, Comédie de Valence
- 2011 : I am the wind (Je suis le vent) de Jon Fosse, Young Vic Theatre Londres, Wiener Festwochen Vienne, Théâtre de la Ville, Nuits de Fourvière, Barcelone, Festival d'Avignon
- 2012 : Coma de Pierre Guyotat, lecture mise en scène par Thierry Thieû Niang, Théâtre du Nouveau Monde, Montréal (sa seule visite au Canada)[73]

### Mises en scène d'opéra
- 1969 : L'Italienne à Alger de Gioachino Rossini, direction musicale Thomas Schippers, Festival des Deux Mondes à Spolète
- 1974-1980 : Les Contes d'Hoffmann de Jacques Offenbach, direction musicale Georges Prêtre, Opéra de Paris
- 1976-1980 : L'Anneau du Nibelung de Richard Wagner, direction musicale Pierre Boulez, Festival de Bayreuth
- 1979 : Lulu d’Alban Berg, création de la version intégrale, direction musicale Pierre Boulez, Opéra de Paris
- 1984-1985 : Lucio Silla de Wolfgang Amadeus Mozart, direction musicale de Sylvain Cambreling, Scala de Milan, Théâtre des Amandiers Nanterre, Opéra Royal Théâtre de la Monnaie à Bruxelles
- 1992-1994 : Wozzeck d’Alban Berg, direction musicale Daniel Barenboïm, Théâtre du Châtelet, Paris ; Deutsche Staatsoper, Berlin ; Tokyo
- 1994-1996 : Don Giovanni de Wolfgang Amadeus Mozart, direction musicale Daniel Barenboïm, Festival de Salzbourg
- 2005 : Cosi fan tutte de Wolfgang Amadeus Mozart, direction musicale Daniel Harding, Festival d'Aix-en-Provence, Opéra de Paris, Festival de Vienne
- 2007 : De la maison des morts de Leoš Janáček, livret du compositeur d’après Souvenirs de la maison des morts de Dostoïevski, direction musicale Pierre Boulez, Wiener Festwochen, Festival d'Aix-en-Provence
- 2007 : Tristan et Isolde de Richard Wagner, direction musicale Daniel Barenboïm, Scala de Milan
- 2013 : Elektra de Richard Strauss, livret de Hugo von Hofmannsthal, direction musicale Esa-Pekka Salonen, avec Evelyn Herlitzius et Waltraud Meier, Festival d'Aix-en-Provence

### Mise en scène de concert
- 1985 : Jacques Higelin au Palais omnisports de Paris-Bercy

## Publications
Entre 1980 et 2010, Patrice Chéreau publie quelques textes réflexifs sur son œuvre, souvent en collaboration avec d'autres auteurs. Quelques notes de travail choisies sont publiées en annexes de certains ouvrages.
- Pierre Boulez, Patrice Chéreau, Richard Peduzzi, Jacques Schmidt (avec la collaboration de Sylvie de Nussac et des textes de François Regnault), Histoire d'un Ring, Paris, France, Robert Laffont, coll. "Diapason", 1980, 255 p.  (ISBN 2-221-50074-1)
- Patrice Chéreau et Hervé Guibert, L'Homme blessé, scénario et notes, Paris, France, Éditions de Minuit, 1983, 204 p.  (ISBN 2-7073-0643-6)
- Patrice Chéreau, Si tant est que l'opéra soit du théâtre. Notes sur la mise en scène de la création mondiale de l’œuvre intégrale d'Alban Berg, Lulu, d'après les tragédies de Frank Wedekind : L'Esprit de la terre et La Boîte de Pandore (Opéra de Paris, février-mars 1979), Toulouse, France, Ombres, coll. "Petite Bibliothèque Ombres", 1992, 106 p.  (ISBN 2-905964-65-0)
- Patrice Chéreau, Lorsque cinq ans seront passés, sur le Ring de Richard Wagner, Toulouse, France, Ombres, coll. "Petite Bibliothèque Ombres", 1994, 192 p.  (ISBN 2-905 964-96-0)
- Patrice Chéreau, avec Georges Banu et Clément Hervieu-Léger en collaboration avec Alessandro Martinez, J'y arriverai un jour, Arles, XIIème Prix Europe pour le théâtre, Actes Sud, coll. « Le Temps du théâtre », 2009, 189 p. (ISBN 978-2-7427-8403-5)
- Patrice Chéreau, Vincent Huguet, Clément Hervieu-Léger, Des visages et des corps, Paris, Flammarion, coll. « Skira Flammarion », 2010, 211 p. (ISBN 978-2-08-124181-7)
- Patrice Chéreau et Daniel Barenboïm (trad. de l'italien), Dialogues sur la musique et le théâtre, Tristan et Isolde, Paris, Buchet-Chastel, coll. « Musique », 2010, 222 p. (ISBN 978-2-283-02450-8)

En 2015, Pablo Cisneros décide de publier l'intégralité des écrits préparatoires. Les ouvrages, dirigés par Julien Centrès, rassemblent par ordre chronologique les manuscrits du metteur en scène, conservés à l'IMEC et à la Cinémathèque Française.
- Patrice Chéreau, Journal de travail, t.1 : Années de jeunesse (1963-1968), Arles, France, Actes Sud, coll. « Essai, “Le Temps du théâtre” », 2018, 272 p.  (ISBN 978-2-330-08410-3)
- Patrice Chéreau, Journal de travail, t.2 : Apprentissages en Italie (1969-1971), Arles, France, Actes Sud, coll. « Essai, “Le Temps du théâtre” », 2018, 240 p.  (ISBN 978-2-330-08410-3)
- Patrice Chéreau, Journal de travail, t.3 : L'Invention de la liberté (1972-1974), Arles, France, Actes Sud, coll. « Essai, “Le Temps du théâtre” », 2019, 336 p.[75]
- Patrice Chéreau, Journal de travail, t.4 : Au-delà du désespoir (1974-1977), Arles, France, Actes Sud, coll. « Essai, “Le Temps du théâtre” », 2022, 336 p.[76]

## Distinctions
- Membre de l'Académie des arts de Berlin (2003)[77]
- Vice-président de la Cinémathèque française (2005)[3]

### Cinéma

#### Césars
- 1984 : César du meilleur scénario original (avec Hervé Guibert) - L'Homme blessé
- 1995 : nomination au César du meilleur film, du meilleur réalisateur et du meilleur scénario (avec Danièle Thompson) - La Reine Margot
- 1999 : César du meilleur réalisateur - Ceux qui m'aiment prendront le train
- 1999 : nomination au César du meilleur film et du meilleur scénario (avec Danièle Thompson et Pierre Trividic) - Ceux qui m'aiment prendront le train
- 2002 : nomination au César du meilleur réalisateur - Intimité
- 2006 : nomination au César de la meilleure adaptation (avec Anne-Louise Trividic) - Gabrielle

#### Festival de Cannes
- 1983 : sélection officielle, en compétition - L'Homme blessé
- 1987 : sélection Un certain regard - Hôtel de France
- 1994 : Prix du jury - La Reine Margot
- 1998 : sélection officielle, en compétition - Ceux qui m'aiment prendront le train
- 2003 : Président du jury du 56e Festival de Cannes

#### Mostra de Venise
- 2005 : sélection officielle, en compétition - Gabrielle
- 2009 : sélection officielle, en compétition - Persécution

#### Berlinale
- 2001 : Ours d'or et Prix de l'Ange Bleu - Intimité
- 2003 : Ours d'argent du meilleur réalisateur - Son frère

#### Autres
- 1999 : Étoile d'or du réalisateur - Ceux qui m'aiment prendront le train
- 2001 : Prix Louis-Delluc - Intimité

### Théâtre

#### Molières
- 1989 : Molière du metteur en scène - Hamlet
- 1989 : nomination au Molière du théâtre public - Hamlet
- 1992 : Molière du théâtre public - Le Temps et la chambre
- 1992 : nomination au Molière du metteur en scène - Le Temps et la chambre
- 1996 : Molière du metteur en scène - Dans la solitude des champs de coton
- 1996 : nomination au Molière du théâtre public - Dans la solitude des champs de coton
- 2003 : Molière du théâtre public - Phèdre
- 2003 : nomination au Molière du metteur en scène - Phèdre
- 2011 : nomination au Molière du théâtre public et du metteur en scène - Rêve d'automne

#### Autres
- 1967 : Prix du Concours des Jeunes compagnies
- 1992 : Prix Dominique de la mise en scène du théâtre public pour Le Temps et la chambre de Botho Strauss
- 1992 : Grand Prix du théâtre du Syndicat de la critique pour Le Temps et la chambre
- 1993 : Prix Friedrich-Gundolf
- 2008 : Prix Europe pour le théâtre
- 2008 : Grand Prix de la SACD

#### Publications
- 2022 : Prix Transfuge du "meilleur livre de théâtre" - Journal de travail (éd. Julien Centrès), t.4 : Au-delà du désespoir (1974-1977), Actes Sud-Papiers / IMEC, coll. « Essai, “Le Temps du théâtre” », 2022, 336 p.[78]

## Prix Europe pour le théâtre - Premio Europa per il Teatro
En avril 2008, il a reçu le XIIe Prix Europe pour le théâtre avec cette motivation :
Artistes par instinct et par vocation, Patrice Chéreau est l’un des rares exemples d’un homme capable de réussir dans tous les arts expressifs (...) Acteur lui-même, fort d’un groupe des collaborateurs créatifs -  le grand scénographe Richard Perduzzi,, Jacques Smith pour les costumes, André Diot à l’éclairage -, porté vers un naturalisme corrigé par l’étude de Brecht, aidé par sa connaissance des langues il découvre ou réintroduit dans le répertoire des textes peu connus. Il relance aussi Marivaux avec une lecture critique impressionnante qui révèle que sous les apparences acclamées d’un auteur de pièces de salon se dissimule un fustigateur de mœurs qui regarde au-delà de son temps (...) Chéreau alterne la prose et l’opéra, et il provoque un scandale avec sa relecture du Ring wagnérien à Bayreuth (...) C’est toutefois avec son long séjour au Théâtre des Amandiers de Nanterre qu’il attend le paroxysme de la prose: c’est en effet à Nanterre qu’il lance un modèle expressif en découvrant et en faisant connaître un grand auteur de notre temps, Bernard Marie Koltès, dont il met en scène les principales pièces (Combat des nègres et des chiens, La Solitude des champs de coton…), en alternance avec Shakespeare, Peer Gynt, Heiner Müller et  une reprise historique des Paravents de Genet, tout un répertoire qu’il abandonnera ensuite en faveur du cinéma où il sent que la vérité de vie qu’il l’habite pulse avec plus de force.

## Hommages et postérité
Une place porte son nom à Nanterre, située devant la gare de Nanterre-Université, et dans le 3e arrondissement de Paris, au croisement de la rue des Archives et de la rue des Haudriettes (place Patrice-Chéreau).
L’amphithéâtre du lycée Louis-le-Grand porte son nom.
Il est interprété par l'acteur Louis Garrel dans le film Les Amandiers de Valéria Bruni Tedeschi.

### Documentaire
- Marion Stalens, Patrice Chéreau, irrésistiblement vivant, Arte, 2023.

#### Bases de données et dictionnaires
- Ressources relatives à l'audiovisuel :   - Africultures
  - AllMovie
  - Allociné
  - Ciné-Ressources
  - Filmportal
  - Filmweb.pl
  - France 24
  - IMDb
  - Korean Movie Database
  - Unifrance
- Ressources relatives au spectacle :   - Archives suisses des arts de la scène
  - Les Archives du spectacle
  - Kunstenpunt
  - TheatreOnline
- Ressources relatives à la musique :   - Discogs
  - Grove Music Online
  - MusicBrainz
  - Muziekweb
- Ressources relatives aux beaux-arts :   - Académie des arts de Berlin
  - Museum of Modern Art
  - Union List of Artist Names
- Ressource relative à plusieurs domaines :   - Radio France
- Notices dans des dictionnaires ou encyclopédies généralistes :   - Brockhaus
  - Den Store Danske Encyklopædi
  - Deutsche Biographie
  - Enciclopedia italiana
  - Enciclopedia De Agostini
  - Gran Enciclopèdia Catalana
  - Hrvatska Enciklopedija
  - Internetowa encyklopedia PWN
  - Nationalencyklopedin
  - Munzinger
  - Proleksis enciklopedija
  - Store norske leksikon
  - Treccani
  - Universalis
- Notices d'autorité :   - VIAF
  - ISNI
  - BnF (données)
  - IdRef
  - LCCN
  - GND
  - Italie
  - CiNii
  - Espagne
  - Belgique
  - Pays-Bas
  - Pologne
  - Israël
  - NUKAT
  - Catalogne
  - Suède
  - Australie
  - Norvège